# Albap
El albap (en coreano: 알밥; arroz con huevas) es un tipo de bibimbap hecho con uno o más tipos de huevas, más comúnmente huevas de pez volador, y servido en un ttukbaegi (olla de barro) o dolsot (olla de piedra) caliente. Es un plato de origen coreano que se encuentra en restaurantes japoneses en Corea, pero no en Japón.

## Galería

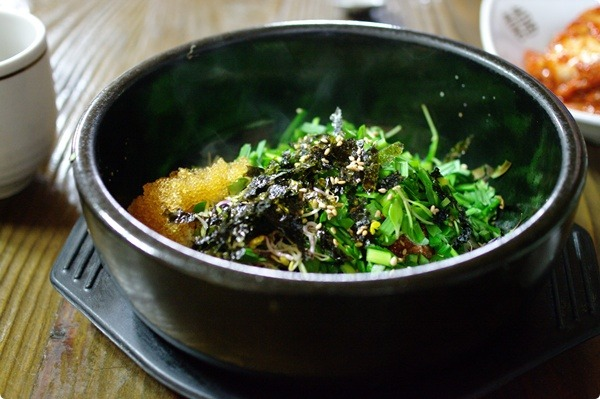
Albap servido en ttukbaegi
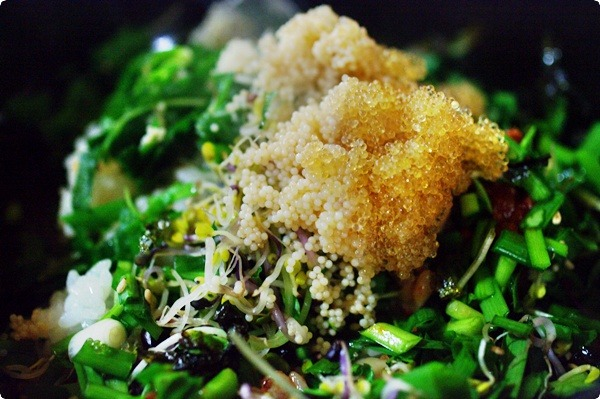
Albap (primer plano, antes de la mezcla)
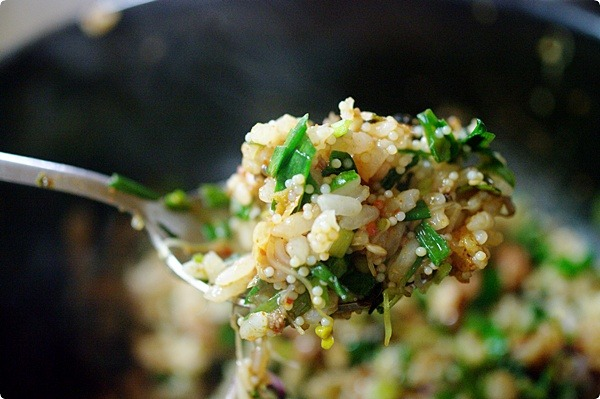
Una cucharada de albap (de cerca, mezclada)